# نصيبي وقسمتك (مسلسل)
نصيبي وقسمتك مسلسل تلفزيوني مصري عائلي ودراما وكوميدي عرض الجزء الأول في عام 2016 والثاني عام 2018، تأليف عمرو محمود ياسين وإخراج مصطفى فكري / علي إدريس ، وإنتاج أحمد عبد العاطي، وموسيقى تامر كروان.

## الجزء الأول
الجزء الأول في أحداث العمل كان البطل واحدا ولكن مع اختلاف القصة والأشخاص الذين يقفون أمامه في كل قصة يقدمها هاني سلامة. كان في الجزء الأول من المسلسل تتغير البطلة أمام هاني سلامة مع كل قصة جديدة كان في الجزء الأول عدد حلقات القصة الواحدة 3 فقط فكانت أحداثه سريعة جدا. في الجزء الأول من «نصيبى وقسمتك»، أتاح صناعه فرصة للعديد من الممثلات لكى تكون بطلة أمام هانى سلامة في أحداث العمل، وقد لا نراهن عليهم في بطولة منفردة، فكل قصة تقدمها ممثلة بأداء عالى لكنها في العادة تحصل على دور ثانى في مسلسلات مختلفة. ً

## الجزء الثاني
مكون من 45 حلقة، مقسمة على 9 قصص مختلفة، كل منها 5 حلقات بمشاركة عدد كبير من النجوم المصريين والعرب. وأول قصة تحمل اسم «لحظة من فضلك»، وهي بطولة:مي سليم، ومحمود عبد المغني، وفريال يوسف، ورانيا محمود ياسين، ورشوان توفيق، وهبة عبد العزيز، وعدد آخر من الفنانين أبرزهم: بسمة، ودرة، وهنا شيحة، وشيرى عادل، وحنان مطاوع، وريم مصطفى، ونجلاء بدر، وهيدى كرم، وكريم قاسم، وأحمد فلوكس، وأحمد صلاح حسنى، ومحمد كيلانى، وأحمد مجدى، وعمر السعيد، وإيهاب فهمى. والحكايات التسعة هي: إهدى يا مدام، أحمد يا عمر، بحبك باستمرار، لحظة من فضلك، حبيبة أمها، نظرة فابتسامة، جدول الضرب، حكاية رحمة، و604.
كل قصة مع بطلة جديدة وهو ما يساعد على أن يكون المسلسل متنوع ومتجدد فلن يشعر المشاهد بملل، في كل قصة أبطال مختلفين بأداء مختلف. عدد حلقات كل قصة خمسة حلقات بينما لذلك قرر صناع الجزء الثانى أن يستقطبوا المشاهد لكى يعيش مع القصة وأحداثها ولا يشعر بأنها انتهت بشكل سريع دون حبكة درامية جديدة ويعطي الفرصة كاملة للممثلات للظهور كبطلات ويناقش قضايا المرأة أو يساندها، ولكن القصد منه أن تكون بطلة القصة المرأة وتظهر تارة في صورة جيدة وتارة أخرى خائنة، ومرة ضعيفة ومرة قوية. كما أن هناك اختلاف في القصص وسنجد قصة رومانسية وقصة أخرى بها أجواء رعب يجتمعون جميعا في نهايات واقعية.

## تتر المسلسل
في الجزء الأول من مسلسل «نصيبى وقسمتك» التي ساهمت في نجاح العمل هي المقدمة التي غناها الملحن محمد الصاوي، وفي الجزء الثانى قرر صناع المسلسل أن تغني المطربة اللبنانية يارا، وكتب كلمات التتر في الجزء الأول والثاني الشاعر الغنائي أحمد بريء